# Pentatrichomonas hominis
Genre
Espèce
Synonymes
- Trichomonas intestinalis
- Pentatrichomonas canis-auri

Pentatrichomonas hominis (anciennement Trichomonas intestinalis ou T. hominis) est une espèce d'eucaryote unicellulaire de la famille des Trichomonadidae. C'est l'espèce type du genre monotypique Pentatrichomonas.
C'est un flagellé parasite du tube digestif chez l'humain chez qui il détermine, par sa présence dans le gros intestin,  la trichomonose intestinale. Une souche de ce parasite a aussi été identifié chez le Chacal doré en Inde où il a été nommé Pentatrichomonas canis auri.

## Répartition géographique et importance
Bien que cosmopolite et touchant 3 à 20 % de la population selon les régions, c'est un parasite mineur. Il est toutefois signalé en surnombre chez les patients souffrant de cancer gastrointestinal (en).

## Morphologie
Il n'est connu que par sa forme végétative, longue de 9 à 14 micromètres, large de 7 à 9 micromètres, en forme d'amande, maintenue par un axostyle dont la pointe dépasse en arrière ; elle porte de 3 à 5 flagelles antérieurs libres et un long flagelle récurrent qui soulève une membrane ondulante aussi longue que le corps et sous-tendue par une costa.

## Biologie
Très mobile, il vit dans le mucus de la muqueuse colique ; sa multiplication, par division binaire, est accélérée dans un milieu très alcalin, aussi fourmille-t-il dans les selles de putréfaction. Le cycle est à un seul hôte, l'humain ; en l'absence de formes kystiques connues, on admet que c'est la forme végétative, capable de résister un mois en milieu liquide, qui assure la contamination du sujet neuf comme souillure des boissons ou aliments.

## Clinique
Très souvent ignoré des porteurs, le Trichomonas intestinalis peut entraîner un état de colite chronique et ne semble jouer un rôle plus important que sur des terrains sensibilisés par d'autres facteurs pathogènes.

## Diagnostic
Leur extrême mobilité permet de les repérer facilement avec un examen parasitologique des selles à l'état frais, soit en lumière diaphragmée, soit en contraste de phase ; la coloration d'étalements à l'hématoxyline confirmera le diagnostic d'espèce.

## Traitement
Le traitement spécifique au Métronidazole (Flagyl*) sera suivi d'une modification systématique du chimisme intestinal par régime acidifiant. La cure médicamenteuse pourra être renouvelée si nécessaire.